# Craig Thomas (guionista)
Craig Thomas es un guionista de televisión estadounidense, que junto con Carter Bays ha escrito episodios de Futurama, Oliver Beene, Quintuplets y la exitosa comedia de situación de CBS How I Met Your Mother, que ellos crearon en 2005. Ha sido nominado a seis Emmy Awards. Craig se graduó de la Universidad Wesleyana en 1997.